# Потенцијал (глаголски облик)
Потенцијал (од лат.  — „могућност, снага”), кондиционал (од лат.  — „условно”) или погодбени начин је лични глаголски облик. Спада у глаголске начине којим се исказује могућност, услов или жеља да се нека радња изврши. Потенцијал казује радњу и означава став говорног лица према извршеној радњи, стању или збивању. Говорно лице својим ставом процењује да ли постоји могућност, жеља, спремност, намера и услов да се радња изврши.

## Потенцијал у српском језику

### Грађење
Потенцијал се гради од аориста помоћног глагола „бити“ и радног глаголског придева. Изузетак је треће лице множине, у којем се уместо аориста „бише“ користи облик трећег лица једнине („би“).
Следи пример потенцијала глагола „радити“ у мушком роду:
| Лице | Једнина   | Множина      |
| 1.   | бих радио | бисмо радили |
| 2.   | би радио  | бисте радили |
| 3.   | би радио  | би радили    |

### Употреба
- Основна употреба потенцијала је у погодбеним реченицама, где исказује услов чије се остварење не очекује, али је могућно:

Кад бисмо пожурили, стигли бисмо на време.
- Поред тога, слично кондиционалу у другим језицима, овај начин изражава могућу, претпостављену радњу:

Ко би помислио да ће нас тако преварити!
- Служи и за ублажавање тврдње:

Рекао бих да то није тачно.
- У првом лицу често се потенцијалом изричу жеље:

Молила бих чашу воде.
Уместо глагола „хтети“ може се у потенцијал ставити и сам глагол који исказује жељену радњу:
Ми бисмо мало одспавали. (уместо Хтели бисмо мало да одспавамо.)
У дијалогу се у овом значењу може употребити и сам помоћни глагол, уз изостављање радног глаголског придева:
Бисте ли мало торте? (уместо Бисте ли хтели...)
Хвала, не бих.
- Једна специфична употреба српског потенцијала је за радњу која се понављала у прошлости:

Што би зарадио, то би одмах и потрошио, и зато никад ништа није стекао.

### Потенцијал прошли
Посебан глаголски начин који се употребљава за могућу радњу у прошлости. Гради се од потенцијала глагола „бити“ и радног глаголског придева. 
| Лице | Једнина       | Множина           |
| 1.   | био бих радио | били бисмо радили |
| 2.   | био би радио  | били бисте радили |
| 3.   | био би радио  | били би радили    |

На пример:
Био бих дошао да сте ме звали.
Данас није много уобичајен и најчешће се замењује обичним потенцијалом (Дошао бих да сте ме звали.)

## Потенцијал у осталим језицима

### Енглески језик
Потенцијал (кондиционал) у енглеском језику твори се од помоћних глагола should и would и инфинитива без to глагола који се мења. У градњи садашњег кондиционала користи се инфинитив презента (I should take) а у градњи прошлог инфинитив перфекта (I should have taken) глагола који се мења. Обе врсте кондиционала користе се при творби погодбених реченица, препознатљивих по речи if. 
По степену вероватноће испуњења услова, кондиционал се дели на четири врсте (нулти за највећу, трећи за најмању вероватноћу):
- нулти: If you heat ice, it melts. (Лед се топи кад се загреје - сигурно дешавање)
- први: If it rains, I will stay at home. (Ако пада киша, остаћу кући - врло вероватно дешавање ако је услов - it rains - испуњен)
- други: If I won the lottery, I would buy a car. (Да добијем на лутрији, купио бих ауто - if... won означава могућност која би могла да буде испуњена, али није вероватна да ће бити остварена)
- трећи: If I had won the lottery, I would have bought a car. (Да сам добио на лутрији, купио бих ауто - "if... had won" је догађај који се одиграо у прошлости, који тада није испуњен и који сигурно не може бити испуњен јер се већ десило неиспуњење).

### Француски језик
У француском језику постоје три кондиционала: 
- први: Si j'ai le temps, j'irai à la mer.
- други: Si j'avais le temps, j'irais à la mer.
- трећи: Si j'avais eu le temps, je serais allé a la mer.